# Giacomo Venezian
Giacomo Venezian (Trieste, 7 dicembre 1861 – Castelnuovo del Carso, 20 novembre 1915) è stato un patriota e giurista italiano.

## Biografia

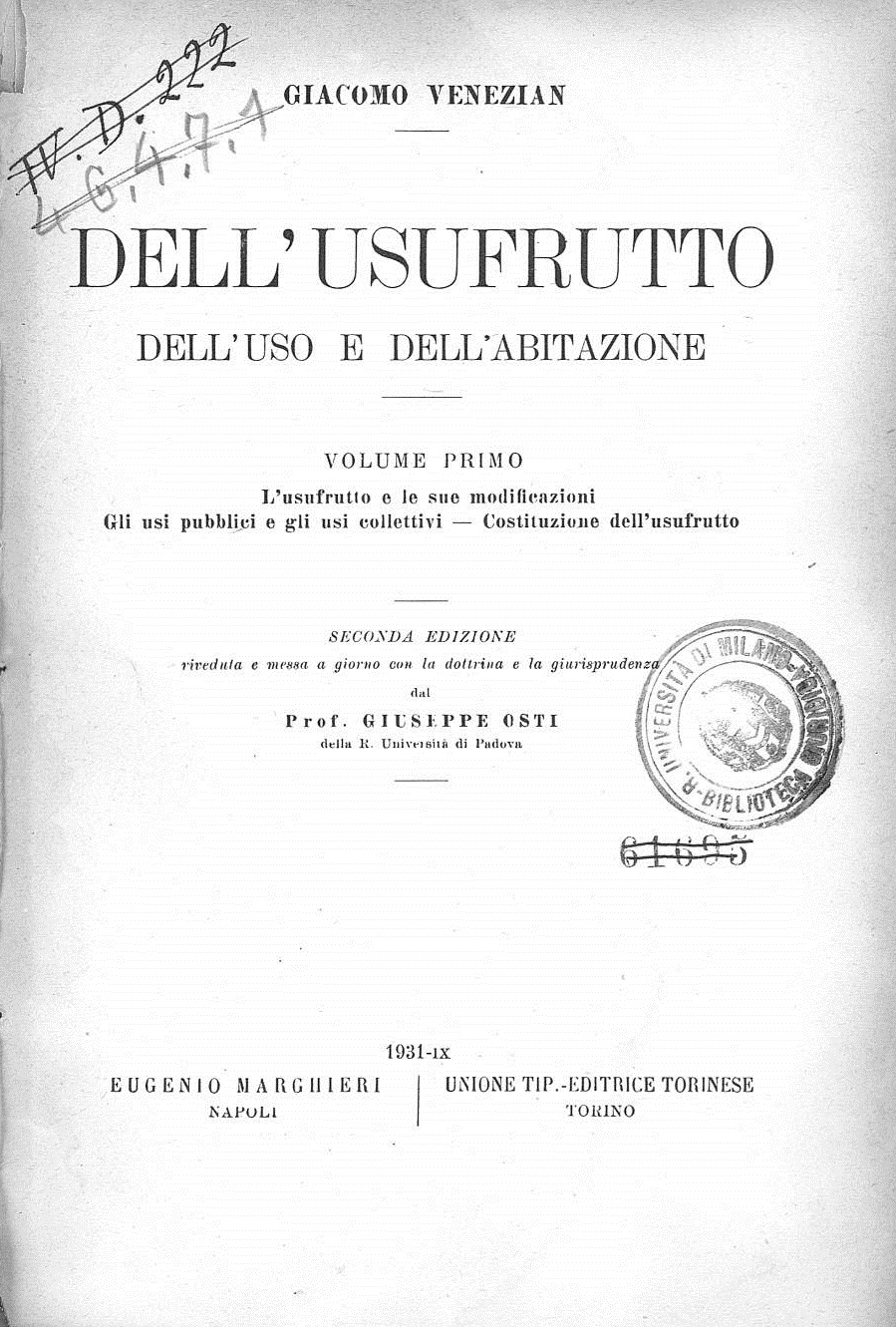
Dell'usufrutto dell'uso e dell'abitazione, 1931

Appartenente ad una famiglia ebraica di tradizioni patriottiche italiane, era nipote d'un omonimo caduto nella difesa della Repubblica Romana del 1849 e si convertì al cattolicesimo per amor di patria.
Il 6 luglio 1886 fu affiliato col grado di Maestro alla loggia I figli di Garibaldi di Napoli, appartenente al Grande Oriente d'Italia.
Irredentista e fondatore insieme con altri d'una società segreta tendente a staccare Trieste dall'Impero austro-ungarico, fu arrestato e imprigionato prima a Trieste e poi a Graz. Liberato, fuggì in Italia, dove ottenne la cittadinanza italiana e dove insegnò diritto romano e civile nelle università di Camerino, Macerata, Messina e Bologna. Intanto pubblicava testi universitari e collaborava a giornali e riviste; e a Macerata, come risulta anche da una lapide apposta in via Crescimbeni a cura della stessa Società, nel 1888 ideò e propose la Società Dante Alighieri, della quale nel 1889 a Bologna fu uno dei fondatori insieme con Giosuè Carducci e altri.
Scoppiata la prima guerra mondiale fu acceso interventista e tenne comizi in numerose città, fra cui Roma. Quindi, pur avendo completato il normale servizio militare e superato il limite d'età, volontariamente decise di rimanere in servizio per combattere contro l'Austria-Ungheria. Inquadrato nel 121º Reggimento fanteria "Macerata" con il grado di capitano, fu poi promosso a maggiore. Ferito ad una spalla il 16 novembre 1915, durante le fasi della cruenta quarta battaglia dell'Isonzo, continuò a combattere celando la sua invalidità. Quattro giorni dopo fu ucciso durante un assalto alle trincee austro-ungariche sulle alture vicino a Sagrado. Fu sepolto nel cimitero di San Pier d'Isonzo.
Era sposato e aveva un figlio e tre figlie.
Per il suo eroismo, fu insignito prima di Medaglia d'argento al valor militare e poi di medaglia d'oro dietro interessamento del Duca d'Aosta. Diverse vie e piazze in Italia gli sono state intitolate.

## Opere

### Opere giuridiche
- Dell'usufrutto dell'uso e dell'abitazione, Napoli, Marghieri, 1895.
  -  Dell'usufrutto dell'uso e dell'abitazione, Napoli; Torino, Marghieri; UTET, 1931.
  -  Dell'usufrutto dell'uso e dell'abitazione, Napoli; Torino, Marghieri; UTET, 1936.
- Appunti di diritto privato, 1904.
- Riforma della pubblicità immobiliare, 1910.
- Proprietà fondiaria libera, 1912.
- Opere giuridiche, 1918-25 (pubblicazione postuma).